# SVT Nyheter Stockholm
SVT Nyheter Stockholm är Sveriges Televisions regionala nyhetsprogram för Stockholms län. Inom länet finns även Lokala Nyheter Södertälje som bevakar länets södra del.